# Cabane de César
La Cabane de César est un dolmen situé à Felletin dans le département français de la Creuse.

## Historique
L'édifice est mentionné dans plusieurs actes du XVIIe siècle et XVIIIe siècle sous le nom de Pierre-soupèse. Le nom de Cabane de César lui aurait été donné à tort en 1771 par Michel-Étienne Le Peletier de Saint-Fargeau, alors exilé dans la ville de Felletin, qui aurait par ailleurs imparfaitement restauré le monument. Les paysans locaux l'appelaient Cabane des Fées mais il existait dans le voisinage une grotte nommée Cabane de César, et il y aurait eu confusion entre les deux. L'édifice a fait l’objet d’une inscription au titre des monuments historiques par arrêté du 7 novembre 1966. Entre 1987 et 1989, le service des antiquités préhistoriques du Limousin y entreprit une fouille programmée puis une restauration conduites par R. Nicoux.

## Description
L'édification du dolmen a été précédée d'un décaissement du substratum. Le dolmen comporte six orthostates : trois au nord, deux au sud, un à l'ouest. Les orthostates mesurent 0,63 à 1,45 m de longueur sur 0,92 à 1,28 m de hauteur. Les plus petits ont été surmontés d'une pierre plate de 0,30 m d'épaisseur. L'édifice comportait deux tables de couverture, une seule est encore visible. Elle mesure 3,25 m de longueur sur 2 m de largeur au sud et 1,15 m de largeur au nord et repose sur quatre piliers. La chambre funéraire mesure 2,10 m de long sur 1,35 m de hauteur. Quatre pierres, deux au nord et deux au sud, sont adossées aux parois intérieures de la chambre, formant des sièges de 0,30 m de hauteur. Cet aménagement résulterait d'une restauration fantaisiste due à Le Peletier de Saint-Fargeau. La chambre se prolongeait au-delà de l'actuelle entrée par une structure du type vestibule ou portique. Selon le rapport de fouilles archéologiques, il pourrait s'agir d'un dolmen de type angevin, ce que conteste Roger Joussaume qui considère qu'il s'agit d'un dolmen à couloir, plus proche des dolmens de type angoumoisin.
Les dalles sont en granite alors que le substrat rocheux local est en schiste. 

## Mobilier archéologique
Il se compose d'une pointe de flèche à pédoncule et ailerons, de quelques éclats de silex et de tessons de céramique. La datation des charbons de bois découverts sous les supports correspond au Néolithique final.